# Xəlfəli (Imishli)
Xəlfəli è un comune dell'Azerbaigian situato nel distretto di İmişli. Conta una popolazione di 7 256 abitanti.